# Gerd Wilhelm Hoffmann
Gerd Wilhelm Hoffmann (* 1930; † 2014) war ein deutscher Wärmetechniker und Energiewirtschaftler.

## Leben
Nach dem Abitur in Schwerte und zwei Jahren praktischer Tätigkeit studierte Hoffmann Brennstofftechnik an der RWTH Aachen mit Diplomabschluss. Anschließend wurde er 1956 Betriebsingenieur in der zentralen Wärme- und Energiewirtschaftsstelle der Dortmund-Hörder Hüttenunion. 1960 übernahm er die Leitung der Wärme- und Energiestelle im Werk Hörde.
1966 wechselte Hoffmann zur Salzgitter Hüttenwerke AG und leitete die Wärmestelle, um dann 1970 die Leitung der Werksgruppe Produktionslenkung zu übernehmen mit Ernennung zum Betriebsdirektor 1979. 1987–1994 leitete er den Bereich Energiewirtschaft und Umweltschutz der Stahlwerke Peine-Salzgitter AG unbeschadet des Übergangs zur Preussag AG.
Während seiner Industrietätigkeit fertigte Hoffmann bei Professor Rudolf Jeschar seine Dissertation Theoretische und experimentelle Untersuchungen über die Sauerstoffanreicherung der Brennluft an einem Stoßofen an, mit der er 1983 von der TU Clausthal zum Dr. Ing. promoviert wurde. 1988 übernahm er dort einen Lehrauftrag. 1995 wurde er zum Professor für Betriebliche Energiewirtschaft an der TU Clausthal berufen.
Hoffmann war persönliches Mitglied des Vereins Deutscher Eisenhüttenleute (VDEh) seit 1958. Von 1970 bis 1980 leitete er dort den Unterausschuss für Ofenfragen. 1976 bis 1994 war er Mitglied des Ausschusses für Energiewirtschaft und Wärmetechnik, dessen Vorsitz er von 1978 bis 1985 innehatte.

## Ehrungen
- Ehrenmitglied des Ausschusses für Energiewirtschaft und Wärmetechnik des Vereins Deutscher Eisenhüttenleute (1985)